# Edneyville, North Carolina
Edneyville, North Carolina (енгл. Edneyville) насељено је место без административног статуса у америчкој савезној држави Северна Каролина.

## Демографија
По попису из 2010. године број становника је 2.367.
| Група             | 2000.    | 2010.         |
| Белци             | 0 (0,0%) | 1.786 (75,5%) |
| Афроамериканци    | 0 (0,0%) | 82 (3,5%)     |
| Азијати           | 0 (0,0%) | 8 (0,3%)      |
| Хиспаноамериканци | 0 (0,0%) | 442 (18,7%)   |
| Укупно            | 0        | 2.367         |